# Substituční metoda (integrování)
Substituční metoda je metoda používaná při počítání s integrály. Při této metodě zavádíme do integrálu novou proměnnou.
Pokud lze funkci {\displaystyle f(x)} vyjádřit na intervalu {\displaystyle (a,b)} ve tvaru {\displaystyle f(x)=g(h(x))h^{\prime }(x)}, kde {\displaystyle h^{\prime }(x)} je spojitá v intervalu {\displaystyle (a,b)} a {\displaystyle g(z)} je spojitá pro všechna {\displaystyle z=h(x)}, pak pro {\displaystyle x\in (a,b)} platí
{\displaystyle \int f(x)\mathrm {d} x=\int g(h(x))h^{\prime }(x)\mathrm {d} x=\int g(z)\mathrm {d} z=G(z)+C=G(h(x))+C},
kde byla použita substituce {\displaystyle z=h(x)}.
Jiným případem je substituce {\displaystyle x=\phi (z)}, kde funkce {\displaystyle \phi } je monotónní pro všechna {\displaystyle z} z intervalu {\displaystyle (\alpha ,\beta )} a má na tomto intervalu spojitou derivaci {\displaystyle \phi ^{\prime }}. Potom platí
{\displaystyle \int f(x)\mathrm {d} x=\int f(\phi (z))\phi ^{\prime }(z)\mathrm {d} z=H(z)+C}
Výsledek získáme tak, že ze vztahu {\displaystyle x=\phi (z)} vyjádříme proměnnou {\displaystyle z} a dosadíme do {\displaystyle H(z)+C}.

## Substituce ve vícerozměrných integrálech
Uvažujme uzavřenou n-rozměrnou oblast {\displaystyle M} v proměnných {\displaystyle x_{i}} pro {\displaystyle i=1,2,...,n}, a uzavřenou n-rozměrnou oblast {\displaystyle N} v proměnných {\displaystyle y_{i}}. Mezi oblastmi {\displaystyle M} a {\displaystyle N} nechť existuje vzájemně jednoznačné zobrazení {\displaystyle x_{i}=\phi _{i}(y_{1},y_{2},...,y_{n})}, přičemž existují spojité parciální derivace prvního řádu {\displaystyle {\frac {\partial \phi _{i}}{\partial y_{j}}}} pro všechna {\displaystyle i,j} a jakobián {\displaystyle {\frac {D(x_{1},x_{2},...,x_{n})}{D(y_{1},y_{2},...,y_{n})}}} je nenulový, tzn. {\displaystyle {\frac {D(x_{1},x_{2},...,x_{n})}{D(y_{1},y_{2},...,y_{n})}}\neq 0}. Pokud je na oblasti {\displaystyle M} definována spojitá ohraničená funkce {\displaystyle f(x_{1},x_{2},...,x_{n})}, pak
{\displaystyle {\iint \cdots \int }_{M}f(x_{1},x_{2},...,x_{n})\mathrm {d} x_{1}\mathrm {d} x_{2}\cdots \mathrm {d} x_{n}={\iint \cdots \int }_{N}f(\phi _{1}(y_{1},y_{2},...,y_{n}),\phi _{2}(y_{1},y_{2},...,y_{n}),...,\phi _{n}(y_{1},y_{2},...,y_{n}))\left|{\frac {D(x_{1},x_{2},...,x_{n})}{D(y_{1},y_{2},...,y_{n})}}\right|\mathrm {d} y_{1}\mathrm {d} y_{2}\cdots \mathrm {d} y_{n}}
V případě dvojného integrálu, kdy mezi oblastí {\displaystyle M} o souřadnicích {\displaystyle x,y} a oblastí {\displaystyle N} o souřadnicích {\displaystyle u,v} existuje vzájemně jednoznačné zobrazení {\displaystyle x=x(u,v),y=y(u,v)}, má jakobián tvar
{\displaystyle {\frac {D(x,y)}{D(u.v)}}={\begin{vmatrix}{\frac {\partial x}{\partial u}}&{\frac {\partial x}{\partial v}}\\{\frac {\partial y}{\partial u}}&{\frac {\partial y}{\partial v}}\end{vmatrix}}}
Je-li {\displaystyle {\frac {D(x,y)}{D(u.v)}}\neq 0}, pak dostaneme pro funkci {\displaystyle f(x,y)}
{\displaystyle \iint _{M}f(x,y)\mathrm {d} x\mathrm {d} y=\iint _{N}f(x(u,v),y(u,v))\left|{\frac {D(x,y)}{D(u.v)}}\right|\mathrm {d} u\mathrm {d} v}
V případě trojného integrálu, kdy mezi oblastí {\displaystyle M} o souřadnicích {\displaystyle x,y,z} a oblastí {\displaystyle N} o souřadnicích {\displaystyle u,v,w} existuje vzájemně jednoznačné zobrazení {\displaystyle x=x(u,v,w),y=y(u,v,w),z=z(u,v,w)}, má jakobián tvar
{\displaystyle {\frac {D(x,y,z)}{D(u.v,w)}}={\begin{vmatrix}{\frac {\partial x}{\partial u}}&{\frac {\partial x}{\partial v}}&{\frac {\partial x}{\partial w}}\\{\frac {\partial y}{\partial u}}&{\frac {\partial y}{\partial v}}&{\frac {\partial y}{\partial w}}\\{\frac {\partial z}{\partial u}}&{\frac {\partial z}{\partial v}}&{\frac {\partial z}{\partial w}}\end{vmatrix}}}
Je-li {\displaystyle {\frac {D(x,y,z)}{D(u.v,w)}}\neq 0}, pak pro funkci {\displaystyle f(x,y,z)} dostaneme výraz
{\displaystyle \iiint _{M}f(x,y,z)\mathrm {d} x\mathrm {d} y\mathrm {d} z=\iiint _{N}f(x(u,v,w),y(u,v,w),z(u,v,w))\left|{\frac {D(x,y,z)}{D(u.v,w)}}\right|\mathrm {d} u\mathrm {d} v\mathrm {d} w}